# Plagiogyria neointermedia
Plagiogyria neointermedia är en ormbunkeart som beskrevs av Nakaike. Plagiogyria neointermedia ingår i släktet Plagiogyria och familjen Plagiogyriaceae. Inga underarter finns listade.